# Вальє-де-Ечо
Вальє-де-Ечо (ісп. Valle de Hecho, араг. Bal d'Echo) — муніципалітет в Іспанії, у складі автономної спільноти Арагон, у провінції Уеска. Населення — 954 особи (2009).
Муніципалітет розташований на відстані близько 360 км на північний схід від Мадрида, 70 км на північний захід від Уески.
На території муніципалітету розташовані такі населені пункти: (дані про населення за 2009 рік)
- Ембун: 135 осіб
- Ечо: 642 особи
- Санта-Лусія: 0 осіб
- Сіреса: 125 осіб
- Урдуес: 58 осіб

## Демографія
Динаміка населення (INE ):

## Галерея зображень

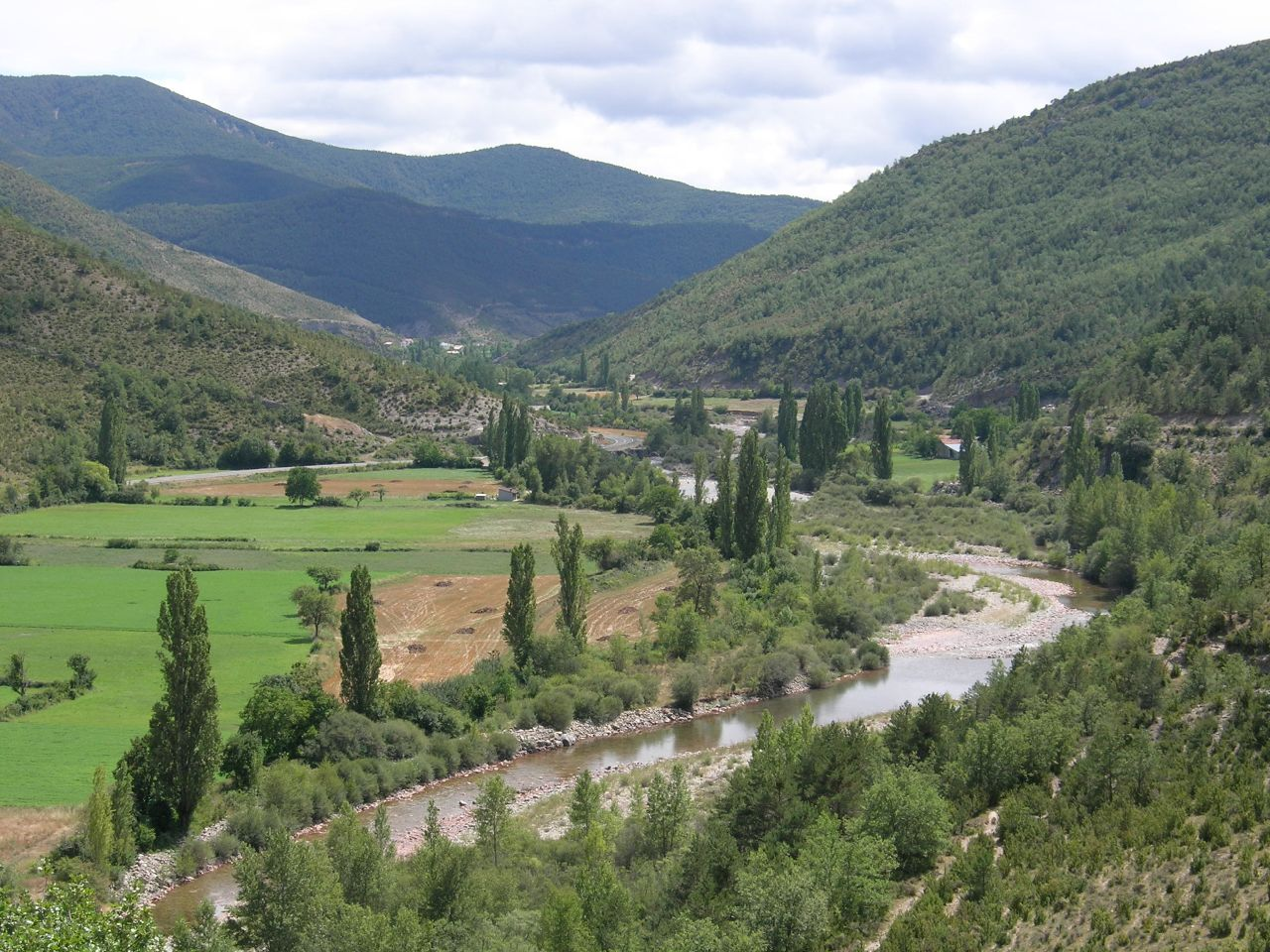
Річка Арагон-Субордан у долині Ечо